# أكسدة كورنبلم
أكسدة كورنبلم هي تفاعل كيميائي من هاليد أولي مع ثنائي ميثيل سلفوكسيد ليكون ألدهيد.
مثل كل التفاعلات المعتمدة على أكسدة ثنائي ميثيل سلفوكسيد تعطي أكسدة كورنبلم أيون ألكوكسي-سلفونيوم، وفي وجود قاعدة، مثل ثلاثي إيثيل أمين (Et3N) يعطي تفاعل الحذف الألدهيد المطلوب.